# Presente

Conos de luz futuro y pasado de un evento cualquiera. El presente viene reflejado según el marco de la teoría clásica.

En general se utiliza el término presente para referirse al conjunto de sucesos que tiene lugar en el momento del habla o a la acción presentada en tal momento.
A veces se le representa como un hiperplano de espacio-tiempo, se le suele llamar ahora, a pesar de que la física moderna demuestra que tal hiperplano no puede ser definido de manera única para observadores en movimiento relativo. El presente también puede ser visto como una duración.

## Sociedad y religión
El presente se pone en contraste con el pasado y el futuro. La física moderna aún no ha sido capaz de explicar el aspecto de la percepción de "el presente" como "eliminador de posibilidades de que el futuro se convierta en pasado". Un factor que complica es que mientras que un observador dado que describe "el presente" como una estructura espacial con un lapso de tiempo de longitud cero, otros observadores se asocian tanto tiempo y espacio a esta estructura y por lo tanto no están de acuerdo sobre lo que constituye «el presente».
La experiencia directa de la presencia de cada ser humano es que es lo que está aquí, ahora. La experiencia directa es, por supuesto subjetiva por definición, sin embargo, en este caso, esta experiencia directa mismo es cierto para todos los seres humanos. Para todos nosotros, "aquí" significa "donde estoy" y "ahora" quiere decir "cuando yo soy". Así, la experiencia repetible común es que el presente está inexorablemente ligada a uno mismo.
En el aspecto del tiempo, el concepto convencional de "ahora" es que es un punto minúsculo en una línea de tiempo continuo que separa el pasado del futuro. No está claro, no obstante, que hay una línea de tiempo universal o si, como parece indicar la relatividad, la línea de tiempo está indisolublemente ligada al observador. Por lo tanto, es "ahora" para mí al mismo tiempo que "ahora" para usted en una escala de tiempo universal, asumiendo una escala de tiempo universal existe? Agregando a la confusión, en la vista de la física, no hay ninguna razón demostrable de por qué el tiempo debe moverse en cualquier dirección en particular.
Adición de sustancias a la suposición de que el punto de vista de la línea de tiempo "ahora" no puede tener el cuadro completo, las cualidades de "ahora" o el "presente" en la experiencia humana directa, son muy diferentes de las cualidades de espacio disponible en el pasado y el futuro a través de la memoria o anticipación. En la experiencia humana directa, "ahora" tiene una cierta viveza la realidad, y la inmediatez no está presente en nuestros conceptos de pasado y futuro. En efecto, toda experiencia siempre está ocurriendo "ahora", incluso una nueva vida de algún evento pasado. Por lo tanto, no es más filosófico decir que el momento presente es todo lo que alguna vez es, de momento a momento.
Al comparar el tiempo en lugares separados por grandes distancias, la noción de actual pasa a ser más subjetiva. Por ejemplo, percibimos visualmente estrellas donde estaban cuando la luz que llega a nuestros ojos se emitió, porque a pesar de que la luz viaja a aproximadamente 300.000.000 m/s, necesita muchos años para llegar hasta nosotros desde fuentes lejanas. Por lo tanto, el tiempo de viaje de la luz debe ser tenido en cuenta en las comparaciones de tiempo tales.
Cuando se usa en la expresión "antes del presente" (BP), como se usa en la expresión de las edades o fechas determinadas por la datación por radiocarbono, "Presente" se define como el año 1950.

### El presente en el budismo
El budismo y muchos de sus asociados paradigmas hacen hincapié en la importancia de vivir en el momento presente - es plenamente consciente de lo que está sucediendo, y no detenerse en el pasado o preocuparse por el futuro. Esto no significa que alientan a hedonismo, sino simplemente que un enfoque constante en la posición actual en el espacio y el tiempo (en lugar de consideraciones futuras, o reminiscencia pasado) lo ayudará a uno en el alivio de sufrimiento. Ellos enseñan que los que viven en el momento actual son los más felices. Una serie de técnicas de meditación budista tienen por objeto ayudar al practicante a vivir el momento presente.

### El cristianismo y la eternidad
Para algunos cristianos Dios se ve como si estuviera fuera de tiempo y, desde la perspectiva divina, pasado, presente y futuro se actualizan en el momento de la eternidad. Esta concepción trans-temporal de Dios se ha propuesto como una solución al problema de la presciencia divina (es decir, cómo puede Dios saber lo que vamos a hacer en el futuro sin nosotros decididos a hacerlo), al menos desde Boecio. Tomás de Aquino ofrece la metáfora de un vigilante, que representa a Dios, de pie sobre una altura mirando hacia abajo en un valle a una carretera donde pasado, presente y futuro, representados por los individuos y sus acciones que despliegan a lo largo de su de longitud, son visibles al mismo tiempo a Dios. Por lo tanto, el conocimiento de Dios no está atado a una fecha determinada.

## Filosofía y ciencia

### Problema filosófico
"El presente" plantea la difícil cuestión: "¿Cómo es que todos experimentamos los seres sintientes ahora, al mismo tiempo?"  No hay ninguna razón lógica por la cual esto debe ser así y no hay respuesta fácil a la pregunta. Por ejemplo, supongamos que alguien llamado John está experimentando un gran dolor.  Sarah se apiada de John debido a su situación. El problema es: ¿es lógico que Sarah se sienta mal por John en la actualidad, cuando no hay manera de probar que tanto John y Sarah experimentan la misma existencia temporal? 

### Física y relatividad general
En física se denomina presente de un suceso A, a todos los puntos del espacio-tiempo que no pertenecen ni al pasado ni al futuro del punto A. Es decir, todos los puntos que no pueden influir en lo que ocurre en A ni ser influidos por lo que ocurre en A.[cita requerida]
En física clásica el presente de un suceso solo depende de su posición en el tiempo y es representado gráficamente por un hiperplano que contiene a todos los puntos que comparten la coordenada temporal con A.
En relatividad especial el presente equivale a todos los puntos desde los cuales un rayo de luz no podría alcanzar al punto A ni tampoco ser alcanzados por un rayo proveniente de A. Para un suceso cualquiera perteneciente al presente de A siempre es posible encontrar un observador para el que ambos sucesos ocurren simultáneamente. En otros términos, puede definirse que dos sucesos o eventos están en el presente cuando no pueden conectarse causalmente.

## Hoy y ahora
"Hoy" significa un "día", un intervalo de 24 horas para indicar la posición de uno en el plano del tiempo, esto es contrario al "ahora", porque "ahora" no tiene ninguna medida definitiva para su propia duración. En el gráfico del espacio-tiempo, el presente puede parecer infinitamente pequeño, o dar cuenta de una gran parte de una secuencia.